# Thursday (band)

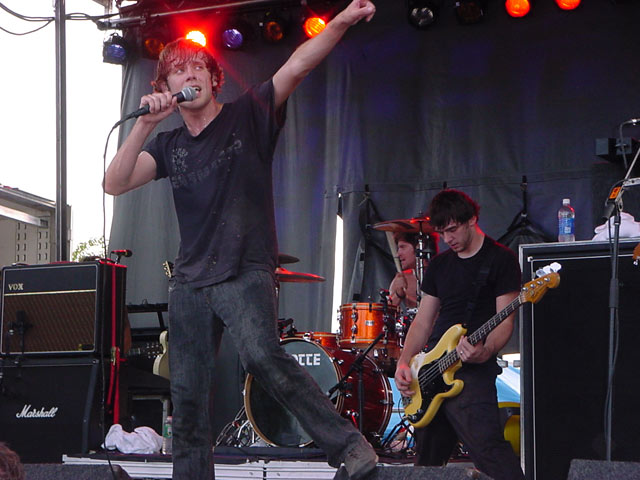
Thursday

Thursday is een Amerikaanse post-hardcoreband uit New Brunswick, New Jersey. De band is opgericht in 1997. De band wordt beschouwd als een invloedrijke band in de post-hardcore muziekscene in de jaren 2000.

## Bezetting

### Huidige bezetting
- Geoff Rickly - Zanger
- Tom Keeley - Gitarist
- Steve Pedulla - Gitarist
- Tim Payne - Bassist
- Tucker Rule - Drummer
- Andrew Everding - Toetsenist

### Voormalige bandleden
- Bill Henderson - Gitarist

## Biografie
Thursday is een post-hardcoreband, gevormd in 1997. De band speelde aanvankelijk kleine optredentjes, totdat ze op 31 december 1998 met Midtown, Saves The Day en Poison the Well hun eerste officiële optreden speelden. In 2000 bracht de band hun eerste album uit, getiteld Waiting, op Eyeball Records.
Hierna maakten ze de overstap naar het grotere Victory Records waar ze in april 2001 Full Collapse op uitbrachten. Het label zorgde echter niet voor de beloofde ondersteuning. Zo toerde de band zonder dat het label voor enige steun zorgde. Dit deden ze onder andere met Saves The Day. Dit kreeg wel Victory's aandacht en ze maakten een live-videoclip voor "Understanding In A Car Crash". Het label bracht het nummer als single uit, hoewel de band hier niet achter stond.
De band wilde zo snel mogelijk van het contract met Victory Record af en maakten hiervoor de ep Five Stories Falling uit waarna ze overstapten naar Island Records. In 2003 brachten ze hierop War All the Time uit. Hierop maakt Andrew Everding zijn debuut als toetsenist. Ze toerden uitgebreid voor dit album, onder andere met AFI, Thrice en Coheed and Cambria. 
In de herfst van 2005 werden vijf demonummers van de band gestolen van de iPod van My American Heart's tourmanager. Vier van de vijf nummers verschenen later op A City by the Light Divided. 
In maart 2007 kwam het bericht dat Thursday Island Records verlaten had en al hun tours voor 2007 annuleerden om aan nieuw materiaal te werken. In april 2008 kondigden ze aan dat ze een split gingen uitbrengen met de Japanse band Envy. Daarnaast speelden ze in april 2008, 2009 en 2011 ook nog op Groezrock in België.

## Discografie

### Albums
- Waiting - 1999
- Full Collapse - 2001
- War All the Time - 2003
- A City by the Light Divided - 2006
- Common Existance - 2009
- No Devolución - 2011

### Live-albums
- Kill The House Lights - 2007

### Ep's
- Five Stories Falling - 2002
- Live From The SoHo & Santa Monica Stores - 2003
- Live In Detroit - 2003